# تونی مایلز
تونی مایلز (به انگلیسی: Tony Miles) با نام کامل آنتونی جان مایلز (۲۳ آوریل ۱۹۵۵ - ۱۲ نوامبر ۲۰۰۱) استادبزرگ شطرنج انگلیسی و از قهرمانان جهان بود.

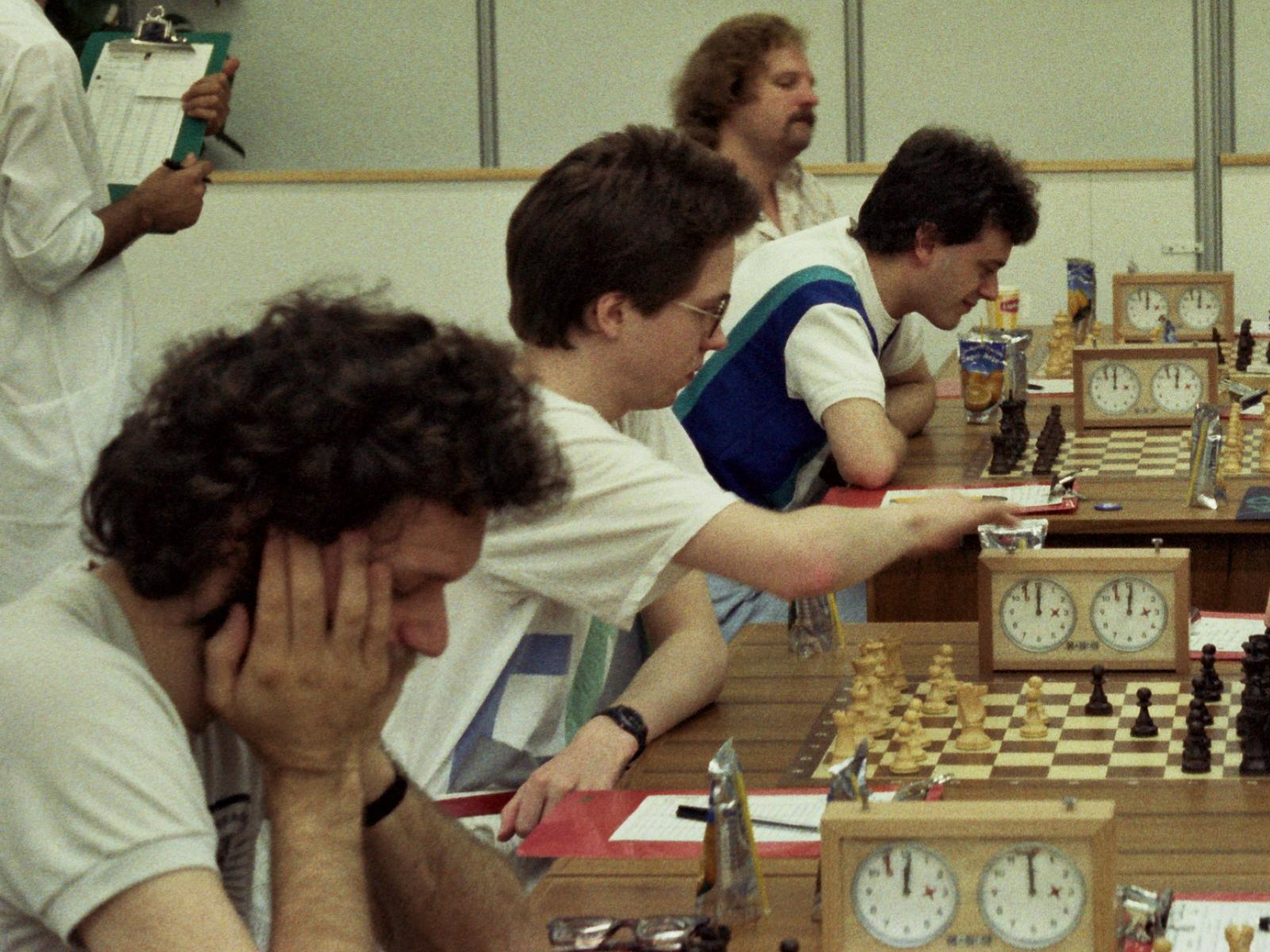